# Thalassocyon
Thalassocyon is een geslacht van weekdieren uit de klasse van de Gastropoda (slakken).

## Soorten
- Thalassocyon bonus Barnard, 1960
- Thalassocyon tui Dell, 1967
- Thalassocyon wareni F. Riedel, 2000